# 建瓯东岳庙
27°02′46″N 118°20′33″E / 27.04611°N 118.34250°E
建瓯东岳庙，是位於中国福建省建瓯市建安街道东门外的一所東嶽廟，1982年被列为建瓯县文物保护单位，1996年被列为福建省文物保护单位，2006年被列为全国重点文物保护单位。
建瓯东岳庙重建于清康熙十一年（1672年），多次重修。庙坐北朝南，前临建溪，后依白鹤山，占地面积26640平方米。有山门、前殿、戏台、圣帝殿、娘娘殿、慈航殿、药师殿等建筑。圣帝殿面阔五间，进深四间，重檐歇山顶。
- 山门
- 前殿
- 戏台
- 圣帝殿
- 慈航殿
- 圣帝殿和戏台